# Kehräsaari
Kehräsaari est un centre commercial et d'affaires situé dans le quartier Nalkala,  entre Laukontori et Koskikeskus à Tampere en Finlande. 

## Présentation
Kehräsaari était autrefois une île avec une usine d'aiguilles puis une filature.
Aujourd'hui, Kehräsaari abrite, entre autres, le cinéma Niagara et plusieurs restaurants.
À côté de Kehräsaari se trouve la cartonnerie Tako.
Le pont piétonnier, achevé en 1986, relie Kehräsaari à Vuolteentori et au centre commercial Koskikeskus,.